# Communauté rurale de Diass
La communauté rurale de Diass est une communauté rurale du Sénégal située à l'ouest du pays.
Elle fait partie de l'arrondissement de Sindia, du département de M'bour et de la région de Thiès.